# HD 145622
HD 145622，又名BD+77 616，SAO 8417、HR 6034，是一颗恒星，视星等为5.56，位于銀經110.9，銀緯35.44，其B1900.0坐标为赤經16h 6m 49.3s，赤緯+77° 35.44′ 38″。